# Winkelschätzung
Als Winkelschätzung wird die genäherte Bestimmung eines Winkels – überwiegend eines Horizontalwinkels – bezeichnet. Sie erfolgt meist freiäugig und kann eine exaktere, oft aufwendige Winkelmessung ersetzen, wenn nur Genauigkeiten im Gradbereich erforderlich sind. Kleine Winkel (unter einigen Grad) lassen sich bei etwas Erfahrung sogar auf wenige Zehntelgrad schätzen.

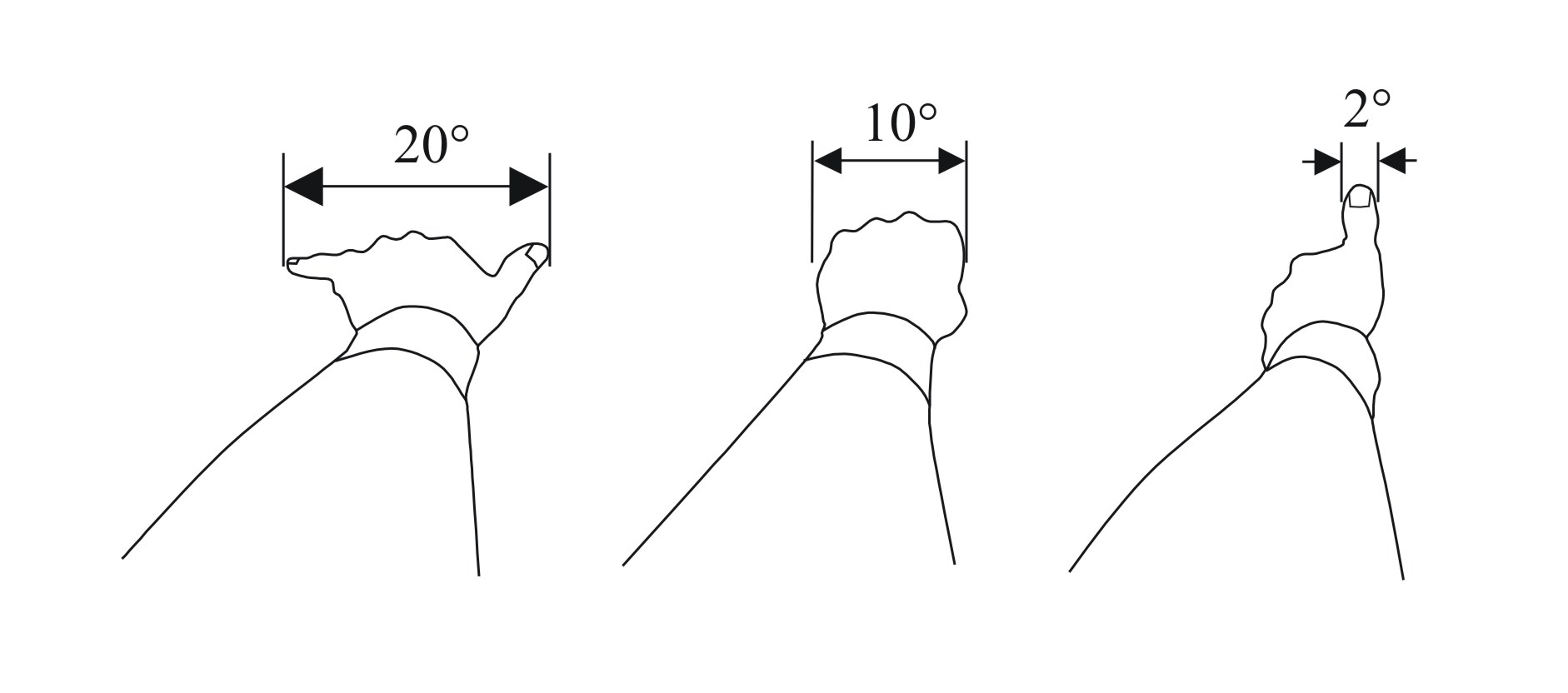
Schätzung von Winkeln über den ausgestreckten Arm

## Wo Winkelschätzungen sinnvoll sind
Statt einer Messung sind Schätzungen von Winkeln immer dann nützlich, wenn sie:
- schnell gehen soll, beispielsweise
- aus einer Bewegung heraus, oder
- keinen höheren Aufwand für ein Messinstrument erlaubt,
- und Genauigkeiten von etwa 0,5 bis 3° ausreichen.

Zwei oder mehr dieser Aspekte treffen beispielsweise zu:
- beim Wandern, Bergsteigen oder Segeln, wenn
  - der eigene Standort auf der Land- oder Seekarte gepeilt wird (siehe auch terrestrische Navigation)
  - die Route bezüglich einer Landmarke (Berg, Ortschaft) festzulegen ist
- bei der Ergänzung eines Bauplans oder einer Punktkarte um örtliche Einzelheiten
- in topografisch-kartografischen Skizzen
- in der Amateurastronomie für das Auffinden schwacher Objekte mittels Sternkarte.

Historisch waren Winkelschätzungen in der Artillerie wichtig, siehe Winkelgruppe.

## Methoden der Winkelschätzung

### Winkel unter 20°
Wenn keine technischen Hilfsmittel wie Lineal, Winkelmesser, geometrisches Dreieck, rechter Winkel oder Anschlagwinkel zur Verfügung stehen, kann der eigene Körper als Messmittel dienen:
- die Handspanne: bei ausgestrecktem Arm je nach Körperbau 17 bis 20°
- die Faust: die Fingerknochen markieren etwa 3, 5 und 8°
- der Daumensprung: je nach Armlänge und Augenabstand meist 5–6°; ist auch gut zur Schätzung von Entfernungen geeignet (Objektgröße mal 10)
- die Fingerbreite: etwa 1,5°, Daumenbreite 2°; dabei sind Schätzungen bis auf ¼ Grad leicht erreichbar.
- kleinere Winkel erhält man durch geschätzte Anteile an der Fingerbreite, z. B. misst ein Drittel Fingerbreite etwa 0,5°

Genauer werden alle Schätzungen, wenn man das eigene Maß „kalibriert“. Bei der Spanne etwa, indem man die Anzahl der Handspannen über eine volle Drehung von 360° bestimmt.
Mit Himmelskörpern:
- Am Sternhimmel bietet sich der Polweiser (α und β des Großen Wagens, 5½ Grad) an, oder die Sterne der Kassiopeia (drei Strecken zu 4½°, eine zu 3½°). Eines der beiden Sternbilder ist immer hoch über dem Horizont.
- Kleine Winkel kann man durch Vergleich mit dem scheinbaren Monddurchmesser (Vollmondbreite). Der Vollmond hat, ebenso wie die Sonnenscheibe, etwa ½ Grad Durchmesser (entspricht also etwa einem Drittel der Fingerbreite).
- Mit dem „Augenprüfer“ im Großen Wagen (Doppelstern Mizar-Alkor) kann man 0,2° abschätzen.

Bei Höhenwinkeln (Baum, Berg, Gestirn usw.) wird der Winkelwert allerdings größer, weil die gestreckte Hand näher zum Auge kommt. Das lässt sich mit einem 45°-Dreieck oder dem Polarstern (Höhe = geografische Breite) leicht überprüfen.

### Winkel von 20 bis 60°
Bestimmt man durch Aneinanderreihen der Handmaße.
Bei Winkeln von 40 bis 60° geht man am besten von 45° aus. Einen Winkel von 45° kann man einfach
- durch halbieren von 90° (Buch, rechteckiges Papier)
- oder durch diagonales Falten eines quadratischen Papiers (Faltung über die Ecke)

genau bestimmen. Man visiert über beide Papierkanten (Auge nahe an den Eckpunkt!), schätzt den Restwinkel mit Handspanne oder Faust und addiert bzw. subtrahiert ihn.

### Winkel bis 180°
Bei Winkeln nahe 90° geht man am besten vom rechten Winkel (Buch, Blatt Papier usw.) aus und schätzt die Differenz mit Handspanne oder Faust. Analog bei Winkeln nahe 135°, indem das Papier schräg (auf 45°) gefaltet wird, sodass sich 90°+45° = 135° ergeben.
Bei Winkeln knapp unter 180° visiert man entlang eine geraden Kante in beide Richtungen und schätzt die Differenz zu 180° wie oben. Für höhere Genauigkeiten kann man die Methode des Alignements (Verlängerung einer geraden Linie) nützen. Winkel über 180° schätzt man im anderen Drehsinn, sodass sie unter 180° liegen.